# Københavns Tjenestepigeforening

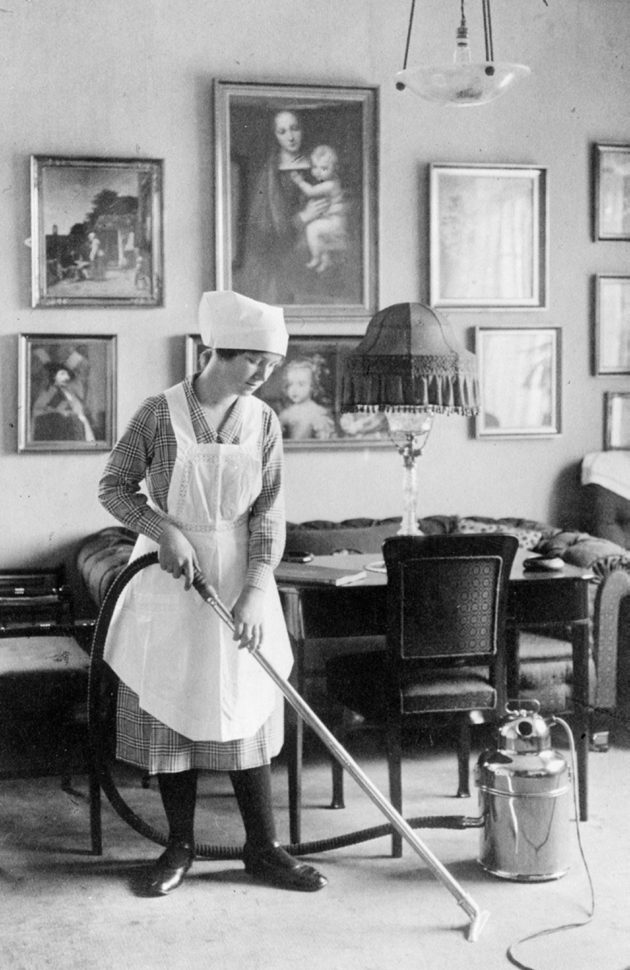
Tjänsteflicka städar i Danmark 1912.

Københavns Tjenestepigeforening bildades den 15 november 1899, och kom till en början att ledas av Marie Christensen. Målet var att reglera tjänsteflickornas arbetstider, löner och att åtminstone varannan söndagseftermiddag skulle vara ledig.
Den 20 juli 1904 bildades "De Samvirkende danske Tjenestepigeforeninger", som 1915 bytte namn till "Husassistenternes Fagforbund" och 1947 till "Husligt Arbejderforbund" innan man i oktober 1992 gick samman med Dansk Kommunal Arbejderforbund och blev "Foreningen af Offentligt Ansatte".
1921 fick man igenom avskaffandet av Tyendeloven, som ersattes av Medhjælperloven.
1899 antog man ett program om att försöka få igenom:
- Fast arbetsdag klockan 07.00-19.00
- Betalt övertidsarbete
- Ledigt varannan söndagseftermiddag
- Eget rum och ordentlig mat
- Rätt till utbildning och högre lön

### Fotnoter
1. ↑  FOA - 1899
2. ↑  ”FOA - 1904”. Arkiverad från originalet den 19 juli 2011. https://web.archive.org/web/20110719123700/http://www.foa.dk/Forbund/Om-FOA/FOAs-historie/1900ernee/De%20samvirkende%20danske%20Tjenestepigeforeninger. Läst 10 januari 2011.
3. ↑  FOA - 1915
4. ↑  FOA - 1947
5. ↑  FOA - 1992
6. ↑  FOA - 1921